# MSMO1
MSMO1‏ (Methylsterol monooxygenase 1) هوَ بروتين يُشَفر بواسطة جين MSMO1 في الإنسان.